# Okrouhlá Radouň
Obec Okrouhlá Radouň (německy Scheiben Radaun) se nachází v okrese Jindřichův Hradec v Jihočeském kraji. Žije zde 218 obyvatel. Na sever leží Horní Radouň, na jih Kostelní Radouň

## Historie
První písemná zmínka o obci pochází z roku 1389 (villa Raduny, vulgo Okrouhlice).

## Galerie

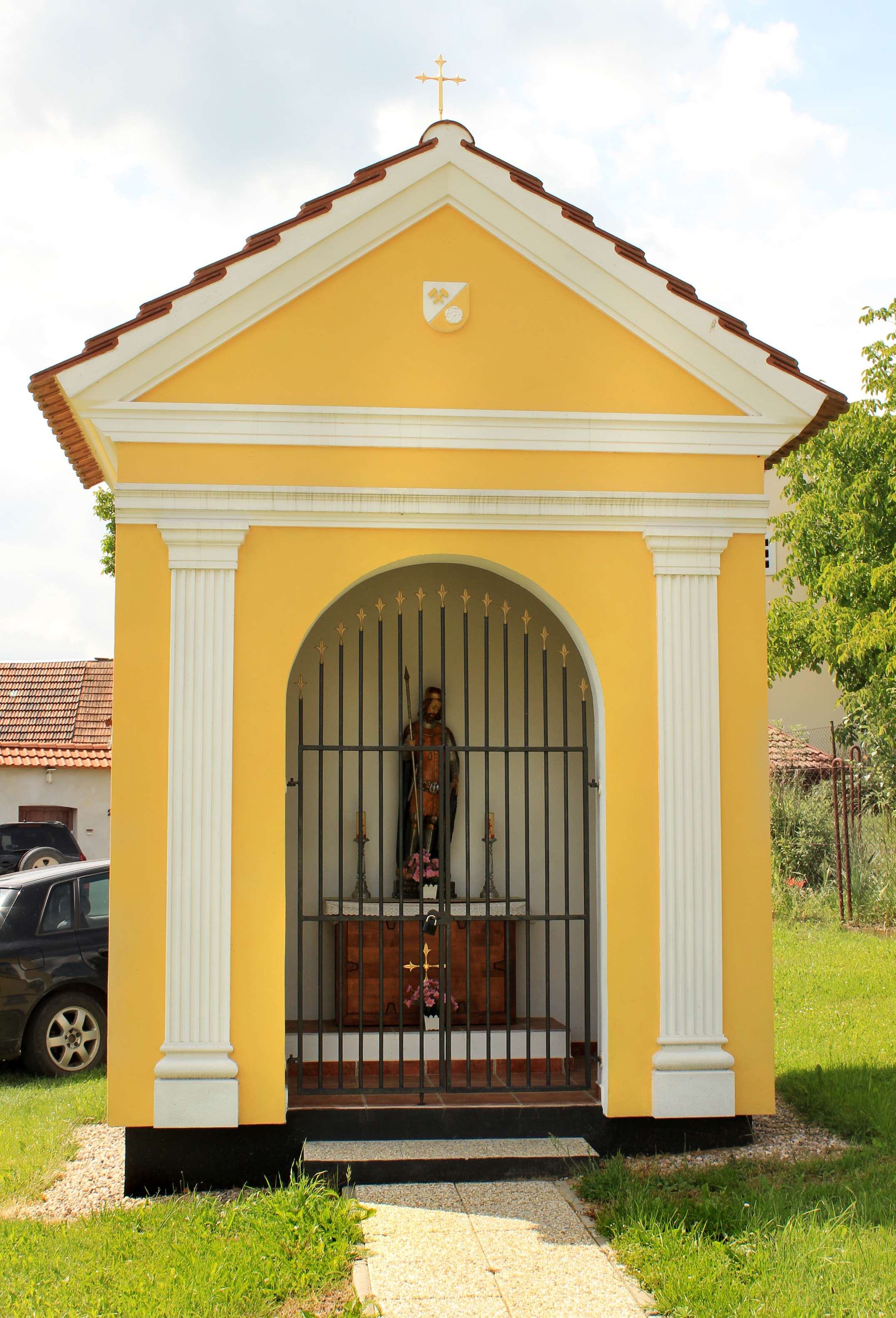
Kaplička
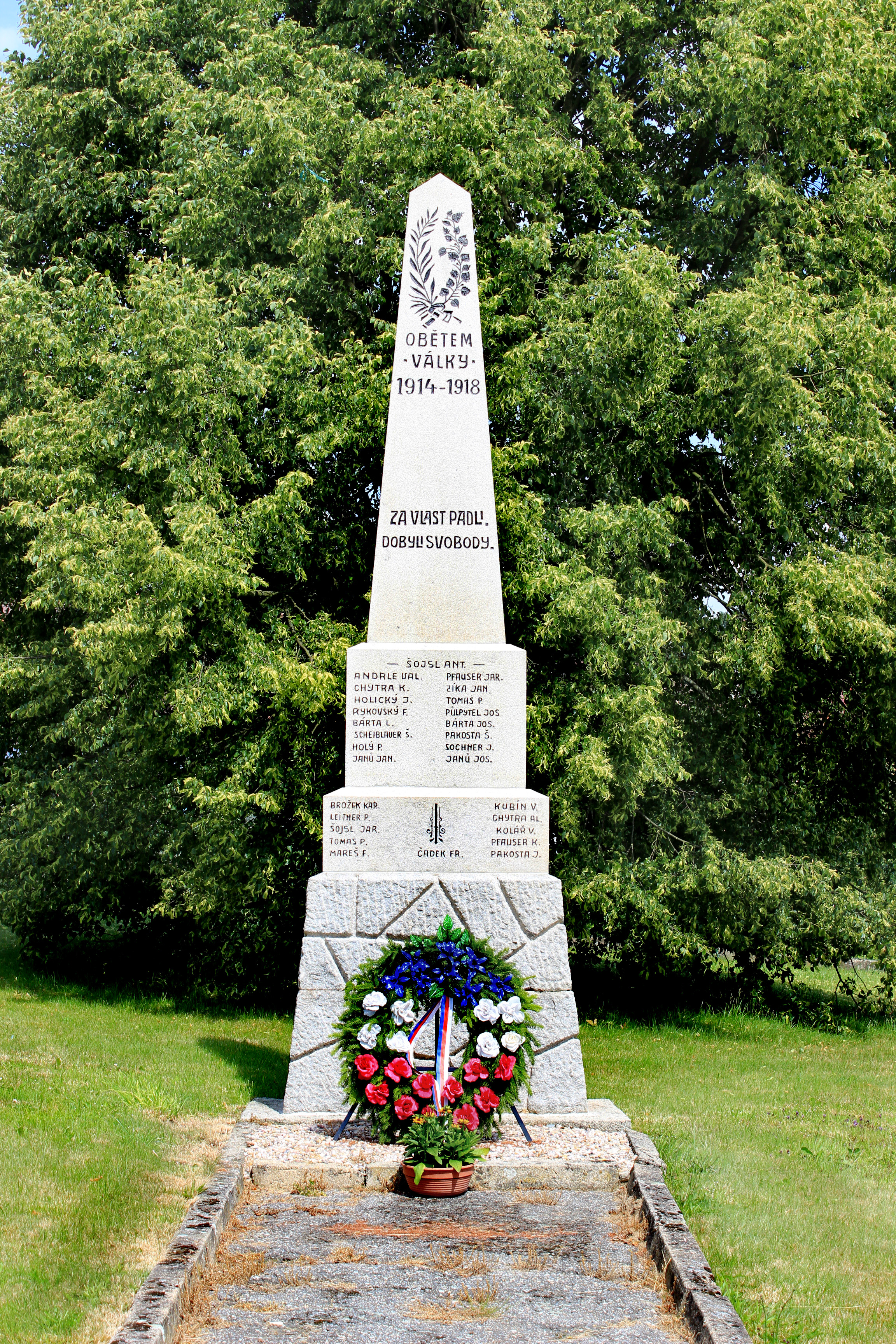
Pomník padlým
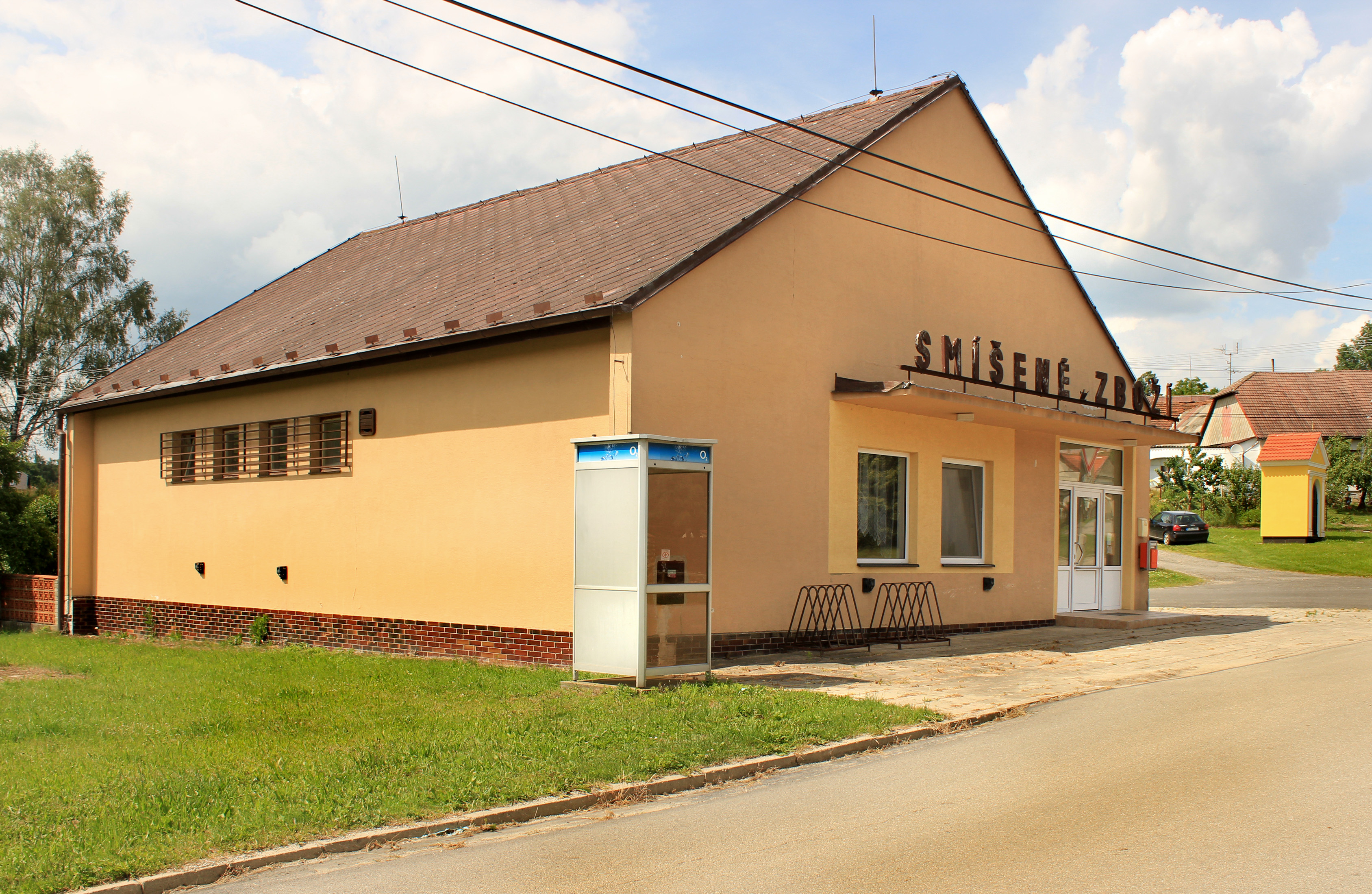
Obchod na návsi
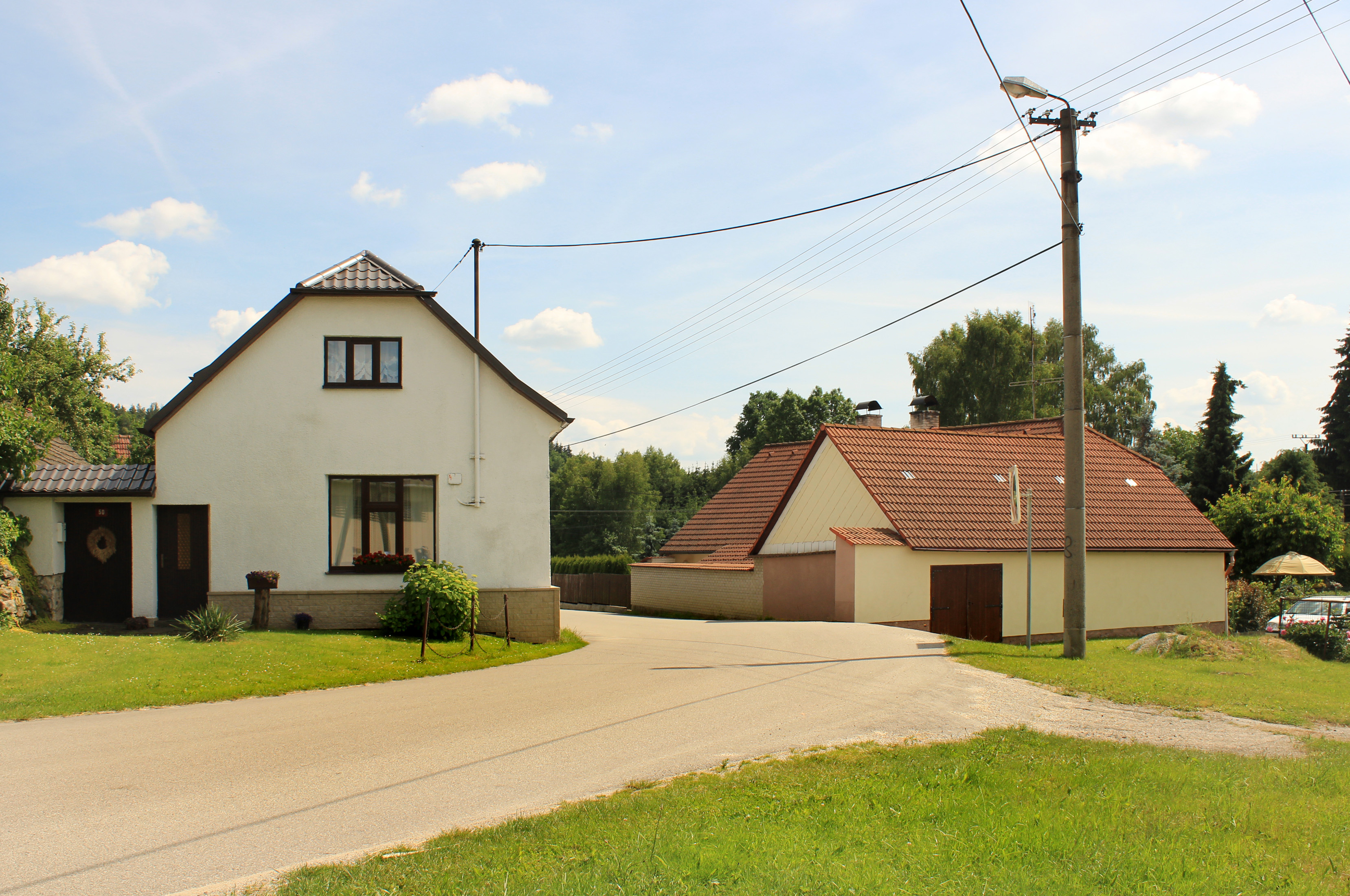
Silnice k Jindřichovu Hradci